# ニトロキノリン-N-オキシドレダクターゼ
ニトロキノリン-N-オキシドレダクターゼ（nitroquinoline-N-oxide reductase）は、次の化学反応を触媒する酸化還元酵素である。
4-(ヒドロキシアミノ)キノリン-N-オキシド + 2 NAD(P)+ + H2O {\displaystyle \rightleftharpoons } 4-ニトロキノリン-N-オキシド + 2 NAD(P)H + 2 H+
反応式の通り、この酵素の基質は4-(ヒドロキシアミノ)キノリン-N-オキシドとNAD+（NADP+）とH2O、生成物は4-ニトロキノリン-N-オキシドとNADH（NADPH）とH+である。
組織名は4-(hydroxyamino)quinoline N-oxide:NADP+ oxidoreductaseで、別名に4-nitroquinoline 1-oxide reductase、4NQO reductase、NAD(P)H2:4-nitroquinoline-N-oxide oxidoreductaseがある。